# Burkvíz
Burkvíz (německy Burgwiese) je malá vesnice, část města Město Albrechtice v okrese Bruntál. Nachází se asi 2,5 km na jih od Města Albrechtic.
Burkvíz je také název katastrálního území o rozloze 2,16 km2.

## Název
Vesnice se původně jmenovala německy Bergwiese - "horská louka" (nejstarší doklad z roku 1580 má počeštěnou podobu Perkvíz). Záměnou slov Berg ("hora") a Burg ("hrad") vznikla v němčině podoba Bergwiese, jejímž počeštěním vzniklo Burkvíz.

## Vývoj počtu obyvatel
Počet obyvatel Burkvízu podle sčítání nebo jiných úředních záznamů:
| Rok            | 1869 | 1880 | 1890 | 1900 | 1910 | 1921 | 1930 | 1950 | 1961 | 1970 | 1980 | 1991 | 2001 |
| -------------- | ---- | ---- | ---- | ---- | ---- | ---- | ---- | ---- | ---- | ---- | ---- | ---- | ---- |
| Počet obyvatel | 231  | 212  | 207  | 186  | 162  | 153  | 157  | 84   | 101  | 100  | 64   | 34   | 44   |

1. ↑  z toho: 0 Čechoslováků, 156 Němců; 123 řím. kat., 34 evang.

V Burkvízu je evidováno 44 adres : 29 čísel popisných (trvalé objekty) a 15 čísel evidenčních (dočasné či rekreační objekty). Při sčítání lidu roku 2001 zde bylo napočteno 28 domů, z toho 16 trvale obydlených.

## Galerie

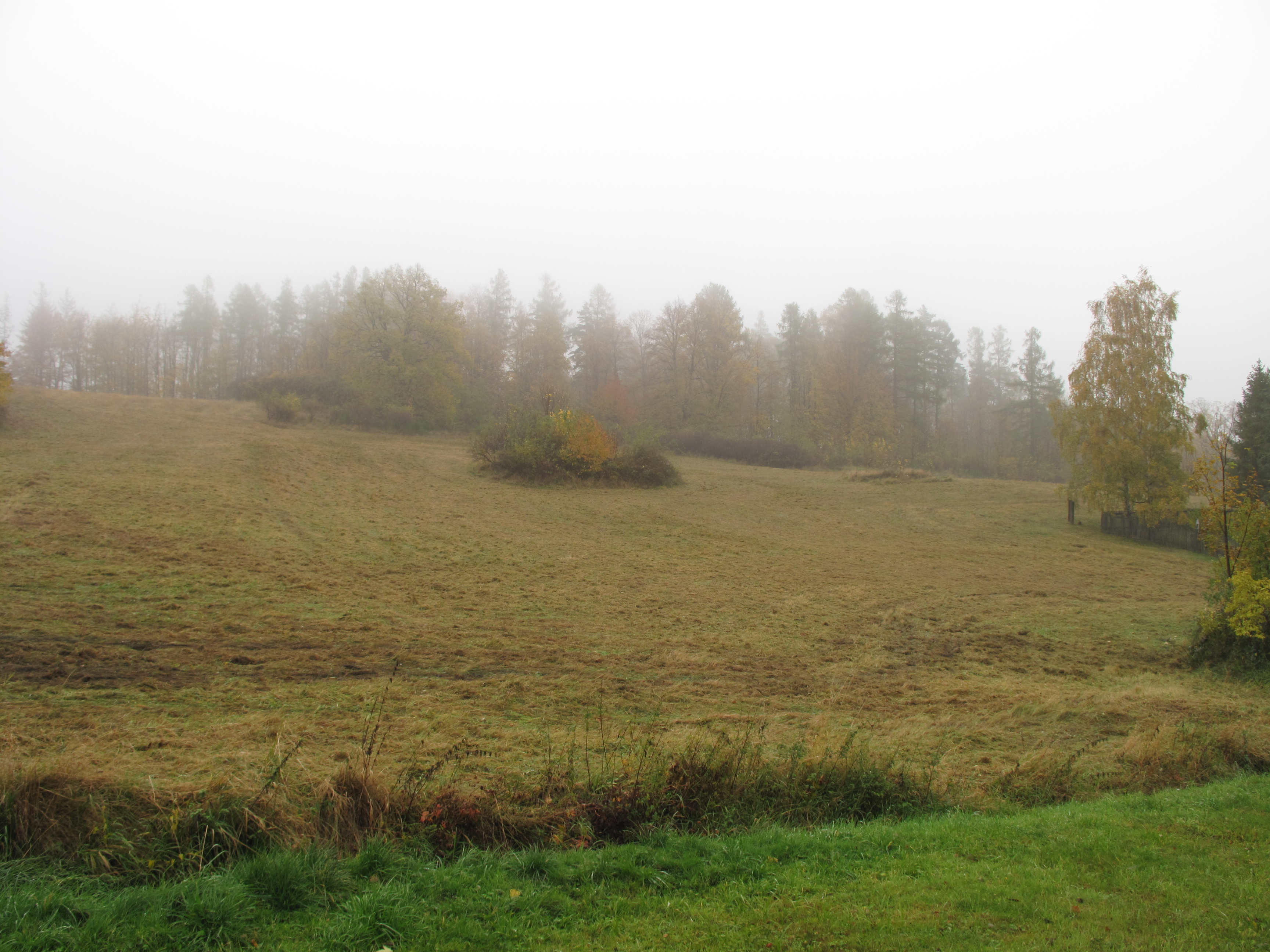
Louka
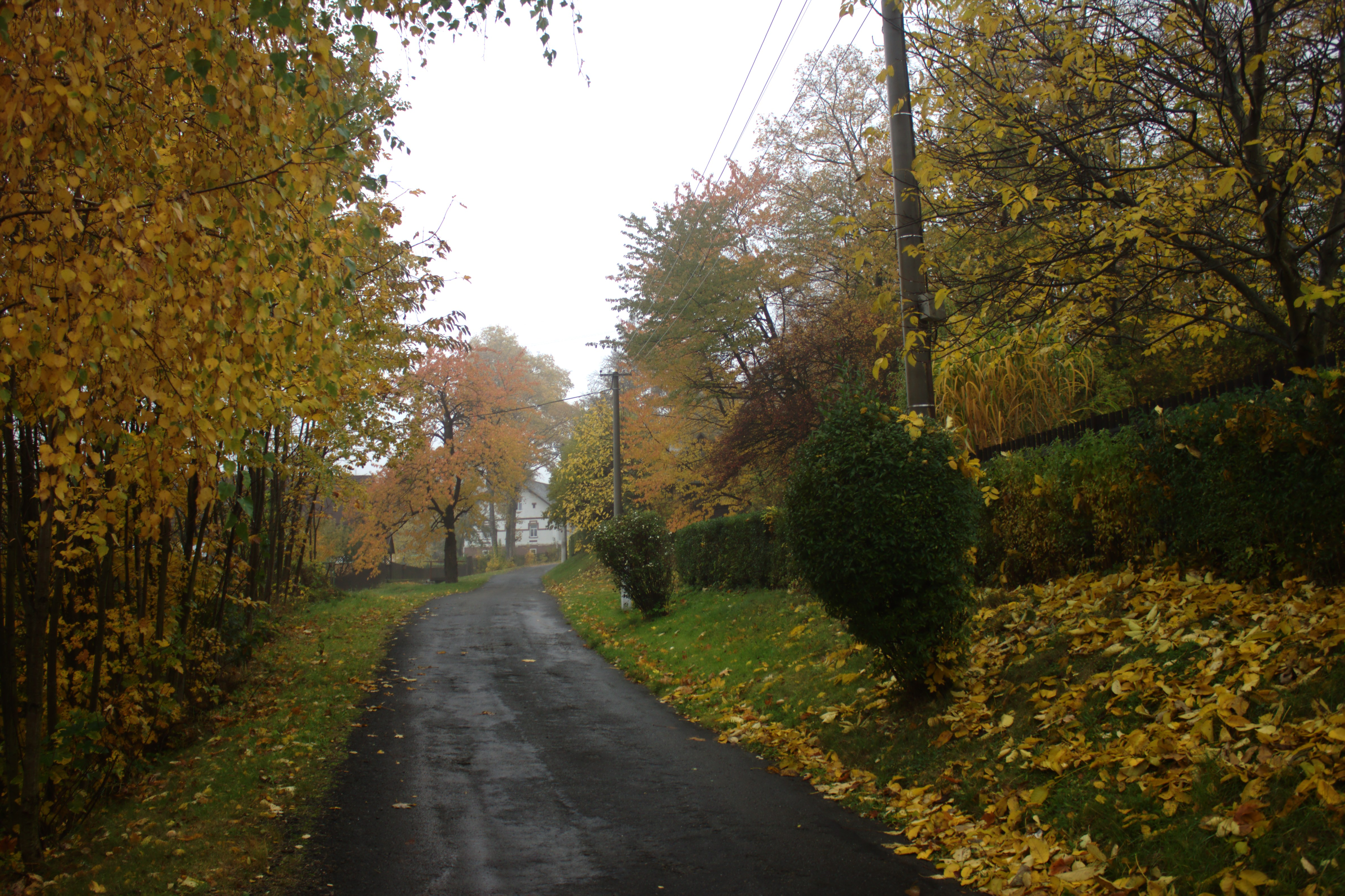
Cesta
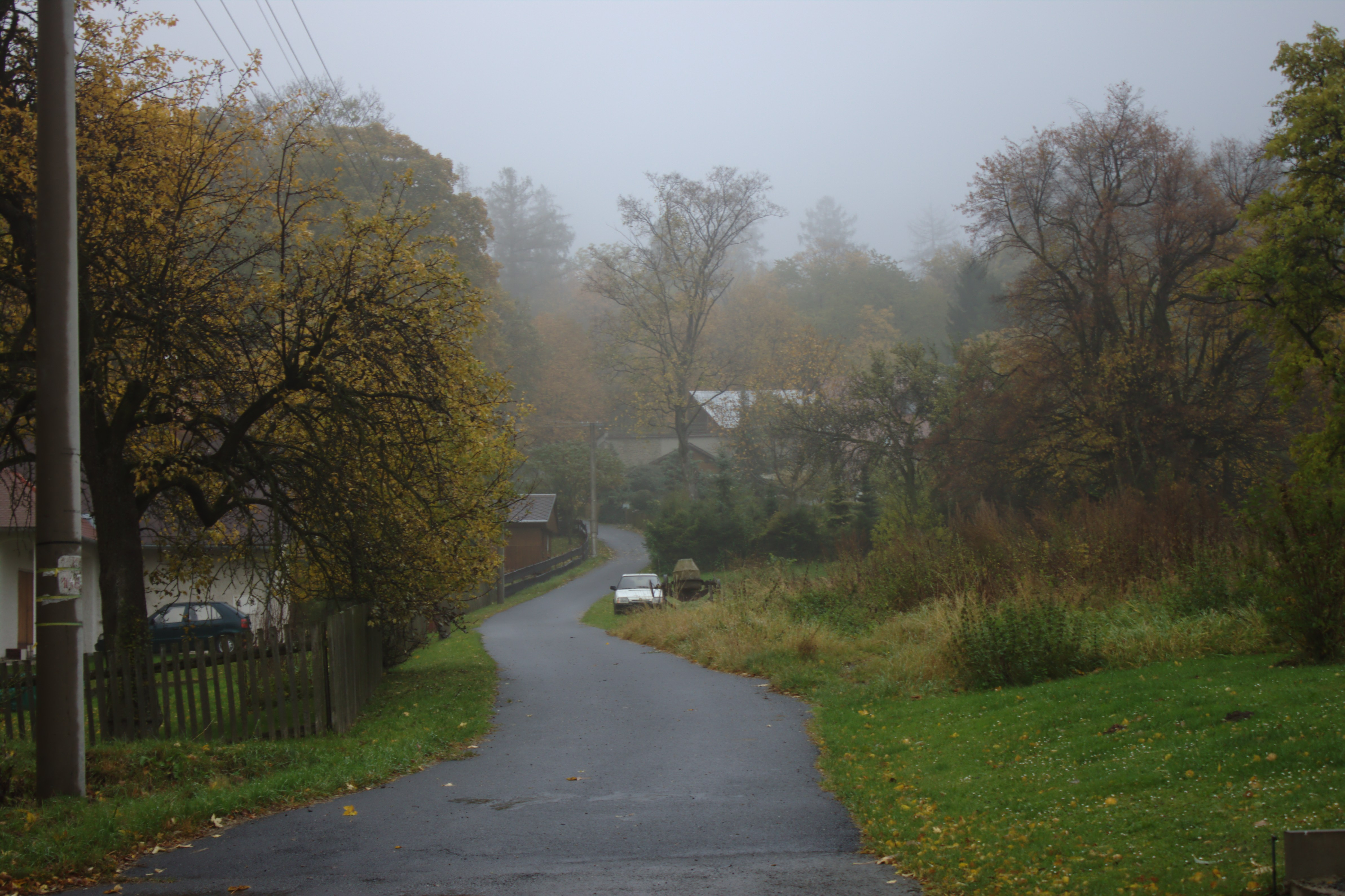
Domy